# Mancey
Mancey is een gemeente in het Franse departement Saône-et-Loire (regio Bourgogne-Franche-Comté) en telt 355 inwoners (1999). De plaats maakt deel uit van het arrondissement Chalon-sur-Saône.

## Geografie
De oppervlakte van Mancey bedraagt 10,0 km², de bevolkingsdichtheid is 35,5 inwoners per km².
De onderstaande kaart toont de ligging van Mancey met de belangrijkste infrastructuur en aangrenzende gemeenten.

## Demografie
Onderstaande figuur toont het verloop van het inwonertal (bron: INSEE-tellingen).